# Madera (Kalifornia)
Madera – miasto w hrabstwie Madera w Kalifornii. W 2010 roku populacja miasta wynosiła 56 710 mieszkańców. Miasto jest położone nad doliną San Joaquin Valley.

## Miasta partnerskie
- Yilan,  Tajwan